# Myomimus setzeri
Myomimus setzeri är en däggdjursart som beskrevs av Rossolimo 1976. Myomimus setzeri ingår i släktet Myomimus och familjen sovmöss. IUCN kategoriserar arten globalt som otillräckligt studerad. Inga underarter finns listade i Catalogue of Life.
Artepitetet i det vetenskapliga namnet hedrar den amerikanska zoologen Henry W. Setzer.
Denna sovmus påminner mer om en vanlig mus på grund av svansen som är bara glest täckt av korta vita hår. På ovansidan varierar pälsfärgen mellan ljusbrun och grå, undersidan och extremiteterna är vita. Individerna når en kroppslängd (huvud och bål) av 61 till 120 mm, en svanslängd av 53 till 94 mm och en vikt av 21 till 56 g.
Artens utbredningsområde ligger i västra Asien i östra Turkiet, Iran och Azerbajdzjan. Myomimus setzeri vistas i bergstrakter mellan 1500 och 2800 meter över havet. Djuret hittas bland annat i skogar med gamla barrträd, i gräsmarker och i savanner med några träd.
Liksom andra medlemmar av släktet lever arten främst på marken och klättrar sällan i växtligheten. Före vintern bildas ett fettlager i kroppen och sedan går Myomimus setzeri i vinterdvala. Fortplantningen äger rum mellan april och juni. Honan har sju par spenar och därför antas att en kull har många ungar.